# Ett baner, ett härligt, strålande av hopp
Ett baner, ett härligt, strålande av hopp är en sång med text av Daniel Webster Whittle, översatt till svenska före 1907 av Kaleb Swensson-Tollin och textbearbetad 1986. Musiken är komponerad av James McGranahan. Samma melodi används även till sången Under korsets fana fylkar sig Guds här.

## Publicerad i
- Psalmer och Sånger 1987 som nr 656 under rubriken "Att leva av tro - Verksamhet - kamp - prövning".[1]